# Platystele densiflora
Platystele densiflora är en orkidéart som beskrevs av Pedro Ortiz Valdivieso. Platystele densiflora ingår i släktet Platystele och familjen orkidéer. Inga underarter finns listade i Catalogue of Life.